# Lisa Film
Die Lisa Film GmbH ist eine österreichisch-deutsche Filmproduktionsgesellschaft, die 1964 von Paul Löwinger in München gegründet und nach seiner Ehefrau Elisabeth benannt wurde. Mit Eintritt von Karl Spiehs in die Firma im Jahr 1967 erfolgten bis heute mehr als 300 Filmproduktionen. Heute (Stand 2018) ist die Lisa Film an den Standorten Velden am Wörthersee und Wien vertreten.

## Geschichte
Die erste Produktion von Paul Löwinger und Lisa Film war 1965 Das Mädel aus dem Böhmerwald. Im Jahr 1967 übernahm Karl Spiehs vorerst 50 Prozent der Anteile an dem Unternehmen und wurde zum allein verantwortlichen Geschäftsführer. Mitte der 1970er-Jahre wurde er dann alleiniger Eigentümer der Produktionsfirma.
Von Beginn an wurden Filme mit damals bekannten Schauspielern und Schlagersängern gedreht, ebenso Soft-Erotik-Filme, Western, Thriller und Krimis. Im Jahr 1968 wurde der Film Immer Ärger mit den Paukern ein Kinoerfolg. Ende der 1960er-Jahre folgte die Produktion von Hilfe, ich liebe Zwillinge, einer der ersten sogenannten „Wörthersee-Filme“. In den 70er Jahren wurden Filme mit Rudi Carrell, Wencke Myhre, Chris Roberts, Gunther Philipp, Theodor Lingen und Ilja Richter gedreht. Bekannt wurde besonders die Verfilmung des erotischen Romans Josefine Mutzenbacher unter dem gleichnamigen Titel mit Christine Schuberth in der Hauptrolle.
In den 1970er-Jahren gründete Karl Spiehs seinen eigenen Filmverleih, die Residenz-Film GmbH. Zusätzlich zu den Produktionen der Lisa Film wurden auch ausländische Produktionen ins Kino gebracht. Allerdings musste das Unternehmen im Jahre 1981 geschlossen werden und es wurde die Auffanggesellschaft TIVOLI - Filmverleih GmbH gegründet, die von Karl Spiehs und Herbert Kloiber geführt wurde. Auch dieser Filmverleih vertrieb neben eigenen auch internationale Produktionen, die Gesellschaft ist gelöscht.
In den 1980er-Jahren wurden Kinofilme wie Piratensender Powerplay, Die Supernasen, Zwei Nasen tanken Super und Die Einsteiger mit Thomas Gottschalk und Mike Krüger in den Hauptrollen produziert. Die Geschäftstätigkeit der Lisa Film verlagerte sich Ende der 1980er/Anfang der 1990er Jahre zunehmend auf andere Film- und Fernsehgenres. Die Produktionsfirma entwickelte für einen deutschen Privatsender die TV-Serie Ein Schloß am Wörthersee mit Roy Black und nach dessen Tod mit Uschi Glas in der Hauptrolle, die mit insgesamt 34 Folgen in mehr als 40 Ländern verkauft wurde.
2001 wurden Thomas Hroch, Enkel von Karl Spiehs, und Gerald Podgornig Geschäftsführer der Lisa Film. Sie folgten damit auf Klaus Graf, der sich selbständig machte und die Graf Filmproduktion GmbH gründete. 2012 wurde Ernest Gabmann neben David Spiehs kaufmännischer Leiter. Aktuell ist Michael Kraiger der Geschäftsführer der Lisa Film.
2014 wurde erstmals eine Dokumentation produziert: „Österreich – Oben und Unten“ mit Joseph Vilsmaier als Regisseur, Michael Niavarani als Sprecher und Hubert von Goisern als Komponist der Filmmusik.
Weitere Schauspieler, die bei Lisa Film-Produktionen mitwirkten, waren u. a. Catherine Deneuve, Stewart Granger, Bud Spencer, Telly Savalas, Larry Hagman, Michael Winslow, David Hasselhoff, Heinz Rühmann, Ernest Borgnine, Maximilian Schell. Bekannte Regisseure waren u. a. Franz Josef Gottlieb, Rolf Olsen, Franz Antel, Otto Schenk, Helmuth Lohner, Peter Weck, Otto Retzer. Einige Regisseure schrieben auch die Drehbücher, der meistbeschäftigte Autor war Erich Tomek.

## Weitere Entwicklung des Unternehmens
Im Jahre 1995 wurde der Firmensitz der Lisa Film GmbH von München nach Velden verlegt. Der Standort München blieb jedoch weiterhin erhalten mit der REGENT Film- und Fernsehgesellschaft mbH, diese ist zwischenzeitlich gelöscht.
Seit 2016 befindet sich die Lisa Film im Eigentum der Karl Spiehs Privatstiftung, die dessen Lebenswerk fortführt. Unter der Leitung von Michael Kraiger stehen die Digitalisierung und Auswertung des bestehenden Filmmaterials im Mittelpunkt.
Zusätzlich tritt die Lisa Film regelmäßig als Co-Produzentin auf bei verschiedenen Produktionen aus dem Archiv selbst produzierten und zugekauften Materials. Anlässlich des 50-Jahr-Jubiläums von Karl Spiehs und der Lisa Film im Jahre 2017 wurde die Dokumentation Jedermann liebt Karli Spiehs gemeinsam mit dem ORF und Melodie TV produziert.
2017 gab es eine Würdigung des Lebenswerkes von Karl Spiehs und der Lisa Film durch das Filmarchiv Austria, das neben der Veranstaltung einer einwöchigen Retrospektive im Wiener Metro Kino auch einen Sonderband der Reihe „Filmgeschichte Österreich“ unter dem Titel „Wörthersee & Exploitation“ publizierte. Die Postmoderne verändert den Blick auf popkulturelle Phänomene.

## Filme (Auswahl)
- Sartana (1966)
- Mittsommernacht (1967) mit Carl Lange, Ruth Maria Kubitschek, Robert Fuller
- Heißes Pflaster Köln (1967) mit Beate Hasenau
- Das Rasthaus der grausamen Puppen (1967) mit Helga Anders
- 69 Liebesspiele (Alternativtitel: Engel der Sünde; 1968) mit Angelika Ott
- Immer Ärger mit den Paukern (1968) mit Roy Black, Uschi Glas
- Hilfe, ich liebe Zwillinge (1969) mit Uschi Glas
- Ehepaar sucht gleichgesinntes (1969) mit Angelika Ott
- Die tolldreisten Geschichten – nach Honoré de Balzac (1969) mit Angelika Ott
- Dornwittchen und Schneeröschen (mal mit mal ohne Höschen) (1970)
- Alle Kätzchen naschen gern (1969) mit Angelika Ott
- Wenn du bei mir bist (1970) mit Roy Black, Angelika Ott (für diesen Film wurde Karl Spiehs' Frau Angelika Ott von Helga Trümper synchronisiert)
- Unsere Pauker gehen in die Luft (1970) mit Wencke Myhre
- Musik, Musik – da wackelt die Penne (1970) mit Hansi Kraus
- Wer zuletzt lacht, lacht am besten (1970) mit Uschi Glas
- Josefine Mutzenbacher (1970–1973) mit Christine Schuberth
- Wenn mein Schätzchen auf die Pauke haut (1971) mit Roy Black und Uschi Glas
- Tante Trude aus Buxtehude (1971) mit Rudi Carrell
- Mache alles mit (1971) Soft-Erotik-Film mit Astrid Boner, Marion Forster
- Kinderarzt Dr. Fröhlich (1971) mit Roy Black
- Die Kompanie der Knallköppe (1971) mit Eddi Arent
- Liebesspiele junger Mädchen – Muntere Pärchen packen aus (1972)
- Auch fummeln will gelernt sein (1972) mit anonymen Darstellern
- Was Schulmädchen verschweigen (1973) mit Elisabeth Volkmann
- Geh, zieh dein Dirndl aus (1973) mit Elisabeth Volkmann
- Die blutigen Geier von Alaska (1973) mit Doug McClure, Harald Leipnitz
- Crazy – total verrückt (1973) mit Rudi Carrell, Georg Thomalla
- Bohr weiter, Kumpel (1973) mit Rinaldo Talamonti
- Auf der Alm, da gibt’s koa Sünd (1974) mit Rinaldo Talamonti
- Alpenglüh’n im Dirndlrock (1974) mit Elisabeth Volkmann
- Was treibt die Maus im Badehaus? (1975) mit anonymen Darstellern
- Griechische Feigen (1976) mit Ruth Rex, Olivia Pascal
- Freude am Fliegen (1977) mit Michel Jacot, Corinne Cartier
- Drei Schwedinnen in Oberbayern (1977) mit Rosl Mayr
- Die Insel der tausend Freuden (1977/78) mit Bea Fiedler
- Das Love-Hotel in Tirol (1978) mit Rinaldo Talamonti
- Graf Dracula (beisst jetzt) in Oberbayern (1978) mit Dolly Dollar
- Disco-Fieber (1979) mit Barbara May
- Die Schulmädchen vom Treffpunkt Zoo (1979) mit Katja Caroll
- Jungfrau unter Kannibalen (1980) mit Ursula Buchfellner
- Drei Schwedinnen auf der Reeperbahn (1980) mit Bea Fiedler
- Banana Joe (1980) mit Bud Spencer, Gunther Philipp
- Astaron – Brut des Schreckens (Contamination) (1980) mit Louise Marleau, Siegfried Rauch
- Piratensender Powerplay (1981) mit Thomas Gottschalk
- Ein Kaktus ist kein Lutschbonbon (1981)
- Die nackten Superhexen vom Rio Amore (1981) mit Bea Fiedler
- Sadomania – Hölle der Lust (1981) mit Ursula Buchfellner
- Babystrich im Sperrbezirk (1982) von Otto Retzer
- Sunshine Reggae auf Ibiza (1983) mit Karl Dall, Bea Fiedler
- Schulmädchen ’84 (1984) mit ungenannten Darstellerinnen
- Her mit den kleinen Schweinchen (1984) mit Bea Fiedler
- Die Supernasen (1984) mit Thomas Gottschalk, Mike Krüger
- Mama Mia – Nur keine Panik (1985) mit Uschi Glas, Thomas Gottschalk
- Die Einsteiger (1985) mit Mike Krüger, Thomas Gottschalk
- Zärtliche Chaoten (1986) mit Thomas Gottschalk, Ottfried Fischer
- Geld oder Leber! (1986) mit Mike Krüger, Ursela Monn
- Starke Zeiten (1988) mit Karl Dall, David Hasselhoff
- Eine Frau namens Harry (1989) mit Thomas Gottschalk
- Der blaue Diamant (1989) mit Julia Kent, Pierre Brice
- Tierärztin Christine (1993–1996) Filmreihe mit Uschi Glas
- Das Traumhotel (2003–2014) Filmreihe mit Christian Kohlund
- Lauras Wunschzettel (2005) mit Christine Neubauer und Francis Fulton-Smith
- Mord in bester Gesellschaft (2006–2017) Filmreihe mit Fritz Wepper, Sophie Wepper

## Dokumentarfilm
- Filme, Stars und Sternchen – 60 Jahre Lisa Film, Regie Flo Lackner, 49 Minuten, 2024[5]